# Сан-Салвадор (Сантарен)
Сан-Салвадор (порт. São Salvador) — район (фрегезия) в Португалии, входит в округ Сантарен. Является составной частью муниципалитета Сантарен. Входит в экономико-статистический субрегион Лезирия-ду-Тежу, который входит в Рибатежу. Население составляет 9211 человек на 2001 год. Занимает площадь 11,86 км².